# Létó

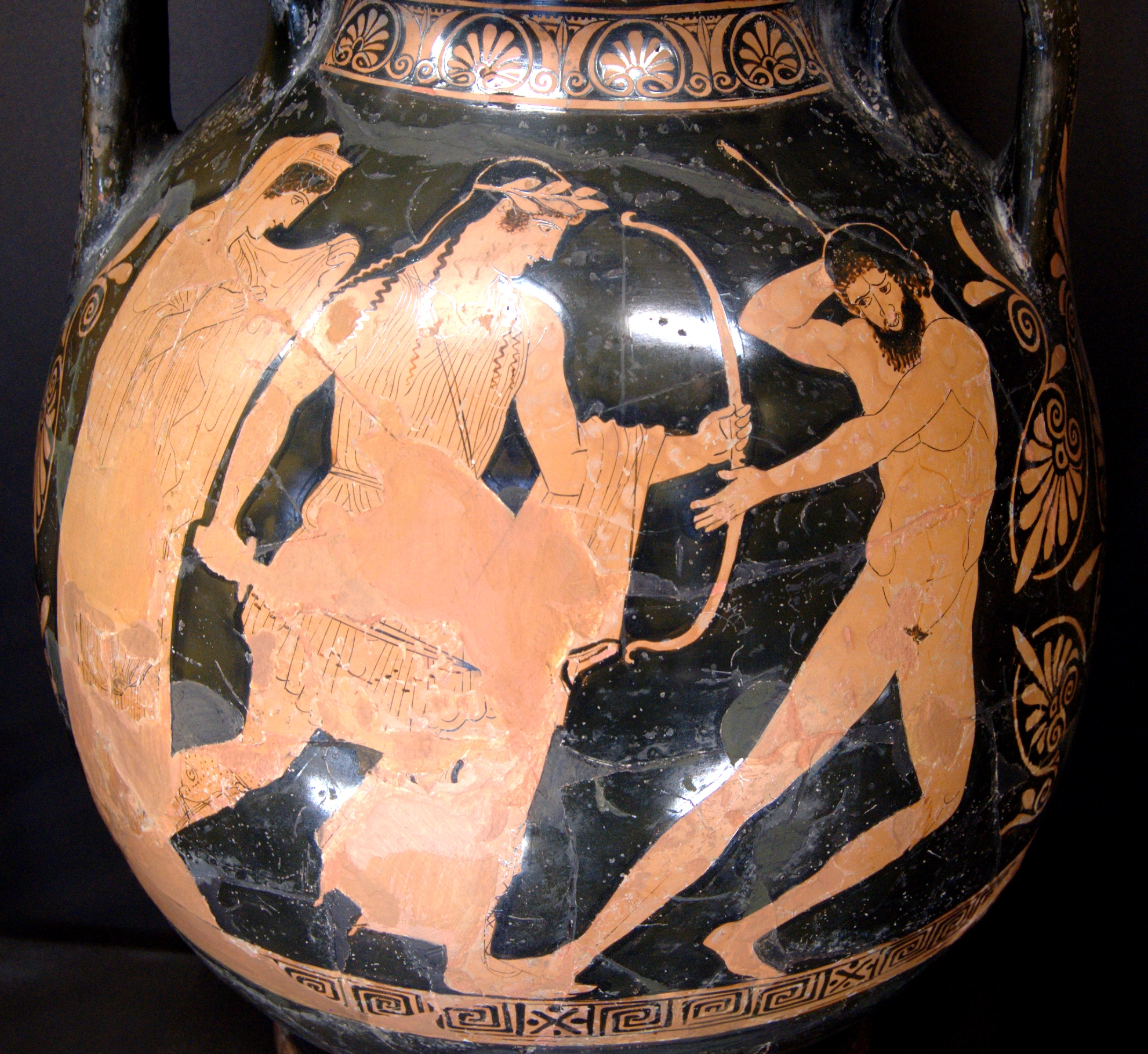
Bůh Apollón střílející své šípy na Titya, který se pokusil znásilnit jeho matku Létó - attická červenofigurová peliké - 450 – 440 př. n. l. - malíř Polygnótos

Létó (latinsky Lato nebo Latona) - dcera Titána Koia a jeho manželky a sestry Foibé, matka Diových dětí Apollóna a Artemidy. Je to bohyně plodnosti.
Láska nejvyššího boha Dia jí přinesla mnoho strastí: Diova manželka Héra vzplála strašnou nenávistí. Požádala o pomoc bohyni země Gaiu a ta jí z donucení přísahala, že Létó nenajde na zemi místečko, kde by mohla porodit. A tak Létó prchala a nemohla najít útočiště. Stalo se, že ji nějací venkované odehnali od pramene vody, za to byli potrestáni tím, že byli proměněni v žáby.
Poté na ni Héra poslala strašného hada Pýthóna, na útěku před ním se Létó dostala až k chudému neúrodnému ostrovu Délos, který se odtržený od mořského dna zmítal na vlnách. Bylo to tedy místo, na něž se přísaha bohyně Gaie nevztahovala. Jakmile na něj Létó vstoupila, zázrakem z moře vystoupily dvě skály a zahradily Pýthónovi i Délu další cestu. Vládce moří Poseidón poté ostrov zakotvil k mořskému dnu.
To už se blížil čas porodu. Bohyně Létó trpěla v bolestech, protože Héra zatajila bohyni Eileithýii, patronce šťastných porodů, že se čas blíží. Až se bohyni Iris podařilo tajně ji přivést. Hned poté na hoře Kynthu porodila Létó Diovi dvě děti, boha slunce a světla Apollóna a bohyni lovu Artemidu.
Létó je svými dětmi milována, takže není divu, že se jí Apollón a Artemis zastali před vyvyšováním a pýchou Niobé, manželky thébského krále Amfíona. Ta se na bohyni vyvyšovala tím, že porodila a vychovala sedm synů a sedm dcer, takže je mnohokrát bohatší než bohyně Létó se svými dvěma potomky. Tato pýcha byla krutě potrestána. Apollonovými šípy zemřelo ve chvíli všech sedm synů a poté Artemis stejným způsobem zahubila šest dcer. Poslední dcera a matka Niobé zkameněly.
Když Niobin manžel Amfíón spolu se svým bratrem Zéthem vytáhli k pomstě proti Apollónově svatyni v Delfách, rozezlený bůh proklál svými šípy i hruď obou bratrů.

## Odraz v umění
Obrazů a soch bohyně Létó se zachovalo z antiky překvapivě velice málo. Silně poškozené zobrazení na štítě Parthenónu pochází z dílny Feidiovy a nyní se nachází v Britském muzeu v Londýně.